# Bajo Usumacinta
Bajo Usumacinta är en ort i Mexiko.   Den ligger i kommunen Catazajá och delstaten Chiapas, i den sydöstra delen av landet, 800 km öster om huvudstaden Mexico City. Bajo Usumacinta ligger 8 meter över havet och antalet invånare är 148.
Terrängen runt Bajo Usumacinta är mycket platt. Runt Bajo Usumacinta är det ganska glesbefolkat, med 26 invånare per kvadratkilometer. Närmaste större samhälle är Torno Largo 2da. Sección, 4,1 km väster om Bajo Usumacinta. Omgivningarna runt Bajo Usumacinta är en mosaik av jordbruksmark och naturlig växtlighet.